# باول غراي (موسيقي)
باول غراي (بالإنجليزية: Paul Gray)‏ هو موسيقي وعازف بيانو ومنتج أسطوانات وكاتب أغاني أسترالي، ولد في 28 نوفمبر 1963، وتوفي في 24 أبريل 2018 بسبب ورم نخاعي متعدد.

## وصلات خارجية
- باول غراي على موقع ميوزك برينز (الإنجليزية)
- باول غراي على موقع ديسكوغز (الإنجليزية)